# Квасилов
Квасилов (укр. Квасилів) — посёлок в Ровненской городской общине Ровненского района Ровненской области Украины.

## История
В XIX веке являлся селением Ровенской волости Ровенского уезда Волынской губернии Российской империи.
В феврале 1918 года поселение оккупировали австро-немецкие войска, которые оставались здесь до ноября 1918 года. В дальнейшем, селение оказалось в зоне боевых действий гражданской войны. После окончания советско-польской войны в соответствии с Рижским мирным договором в 1921—1939 гг. находился в составе Волынского воеводства Польши, в сентябре 1939 года вошёл в состав СССР.
В ходе Великой Отечественной войны с 1941 до 1944 года находился под немецкой оккупацией.
В июле 1995 года Кабинет министров Украины утвердил решение о приватизации находившегося в городе завода коммунального оборудования.

## Население
В январе 1989 года численность населения составляла 7072 человека.
По состоянию на 1 января 2013 года численность населения составляла 8214 человек.

### Языковой состав
Родной язык населения по данным переписи 2001 года:
| Язык       | Численность, чел. | Доля     |
| ---------- | ----------------- | -------- |
| Украинский | 7 328             | 97,88 %  |
| Русский    | 123               | 1,64 %   |
| Другие     | 36                | 0,48 %   |
| Итого      | 7 487             | 100,00 % |

## Телекоммуникации
- Интернет-оператор смт. Квасилов Архивная копия от 26 октября 2020 на Wayback Machine